# Gura-Menți
Gura-Menți – wieś w Rumunii, w okręgu Gorj, w gminie Borăscu. W 2011 roku liczyła 232 mieszkańców.